# Amartus rufipes
Amartus rufipes is een keversoort uit de familie bastaardglanskevers (Kateretidae). De wetenschappelijke naam van de soort werd in 1861 gepubliceerd door John Lawrence LeConte.